# Сура Аль-Муззамміль
Аль-Муззамміль (араб. سورة المزمل‎) або Загорнутий — сімдесят третя сура Корану. Мекканська, містить 20 аятів.